# Irbis-E

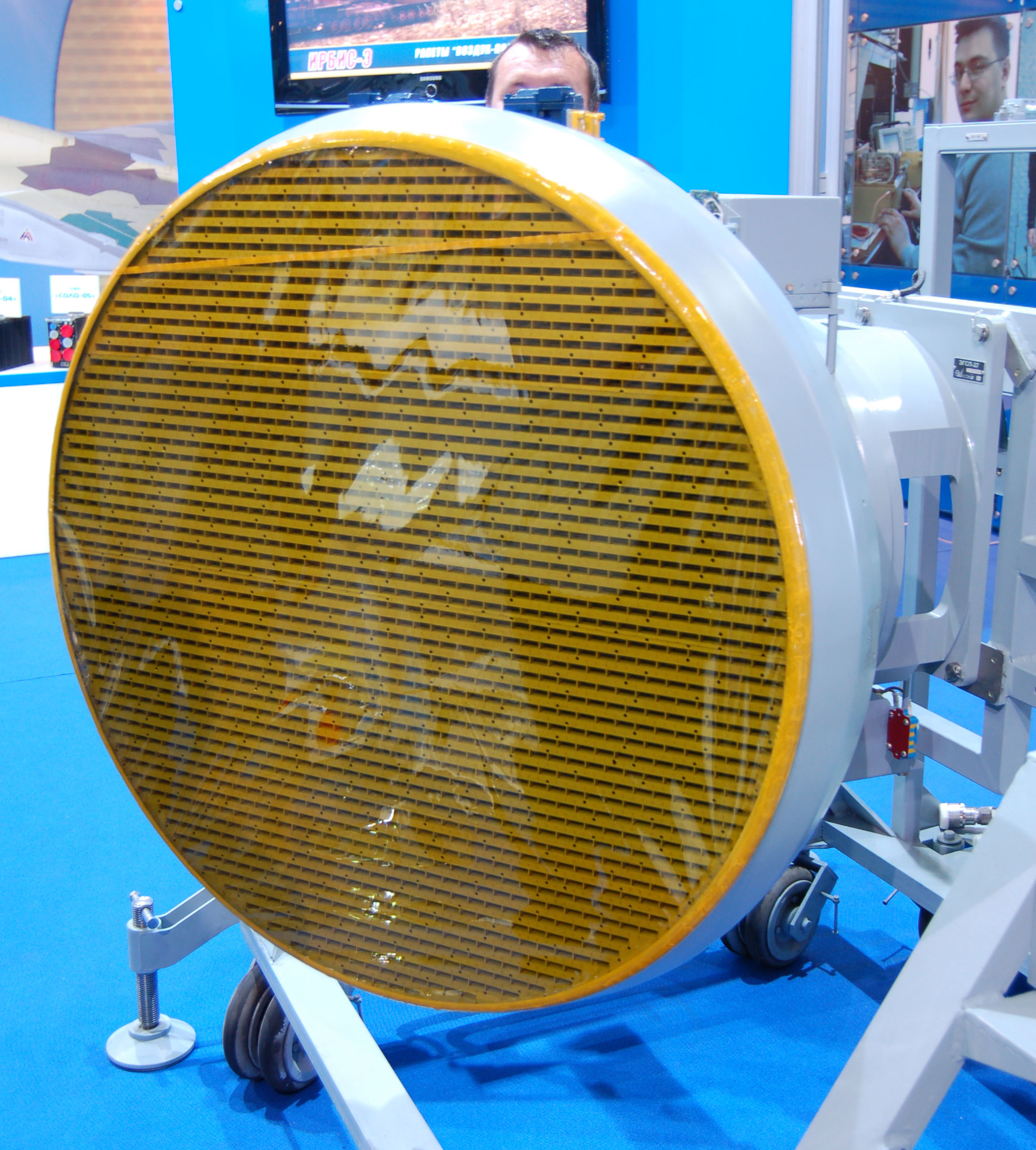
Le système Irbis-E, montré à l'exposition d'armement MAKS en 2009

 (mars 2022).
L'Irbis-E (Léopard des neiges) est un système radar russe multimode hybride à antenne à balayage électronique passive développé par Tikhomirov NIIP (en) pour le Su-35 avion de chasse polyvalent. Le NIIP a développé le radar Irbis-E à partir du système N011M Bars radar (en) utilisé sur les avions Soukhoï Su-30MKI.

## Conception
Le développement d'Irbis-E a commencé en 2004 et le premier prototype de radar est entré dans les essais en vol à bord d'un avion Su-30M2 servant de banc d'essai au début de 2007. Le système radar résultant fournit des liaisons air-air, air-mer et air- au sol (cartographie au sol, modes Doppler beam sharpening et radar à synthèse d'ouverture) avec des performances améliorées dans les environnements fouillis radar intenses par rapport à son prédécesseur, le système Bars. De plus, Irbis a été conçu pour détecter les menaces aériennes observables/furtives faibles et très faibles.